# Leptogaster cylindrica
Leptogaster cylindrica är en tvåvingeart som först beskrevs av De Geer 1776.  Leptogaster cylindrica ingår i släktet Leptogaster och familjen rovflugor. Arten är reproducerande i Sverige. Inga underarter finns listade i Catalogue of Life.

## Bildgalleri

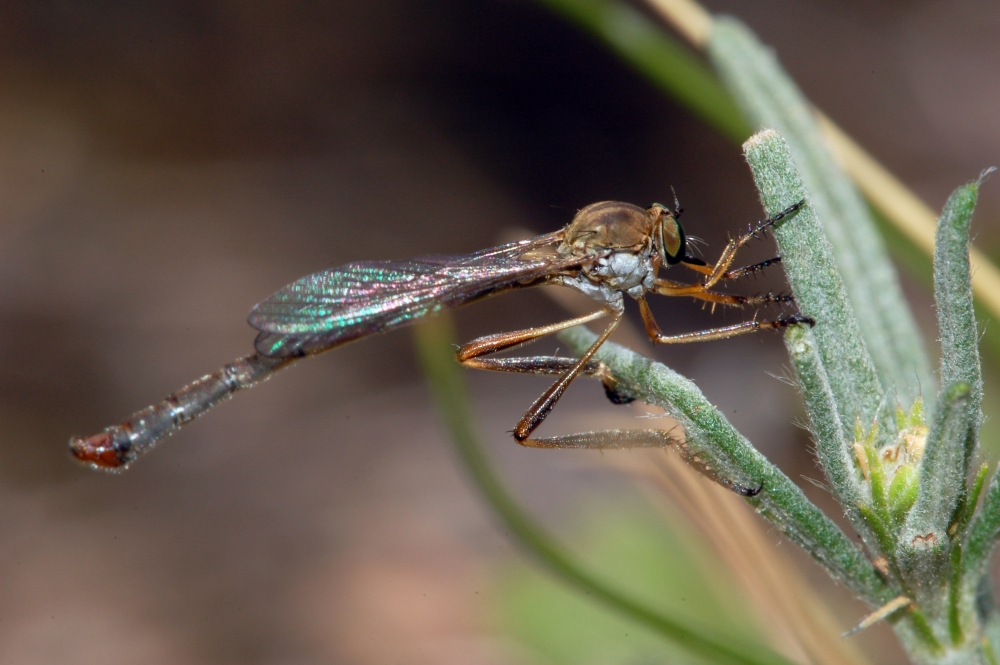
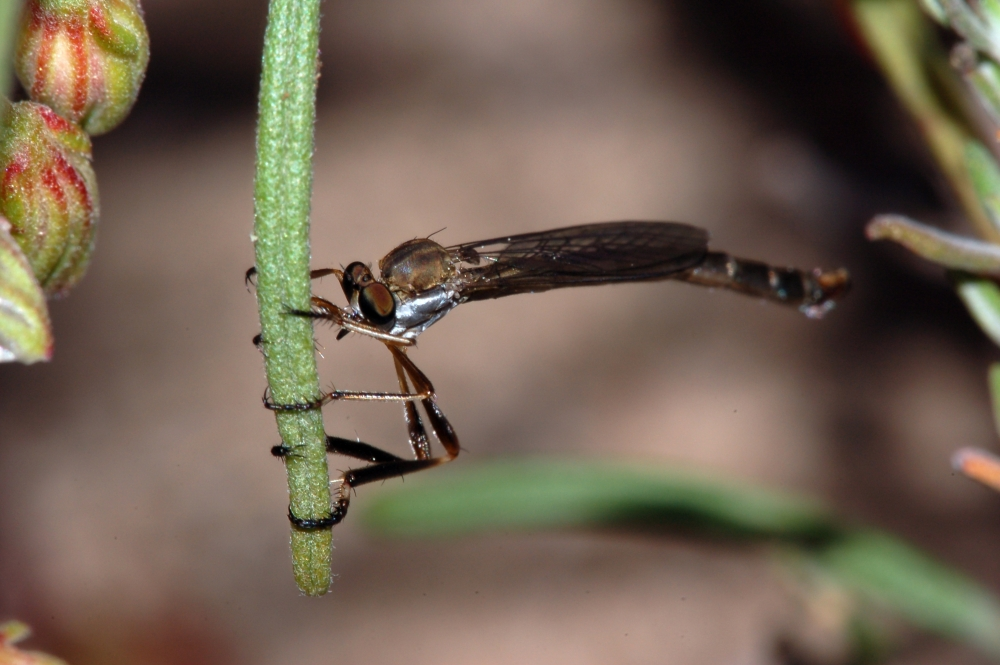
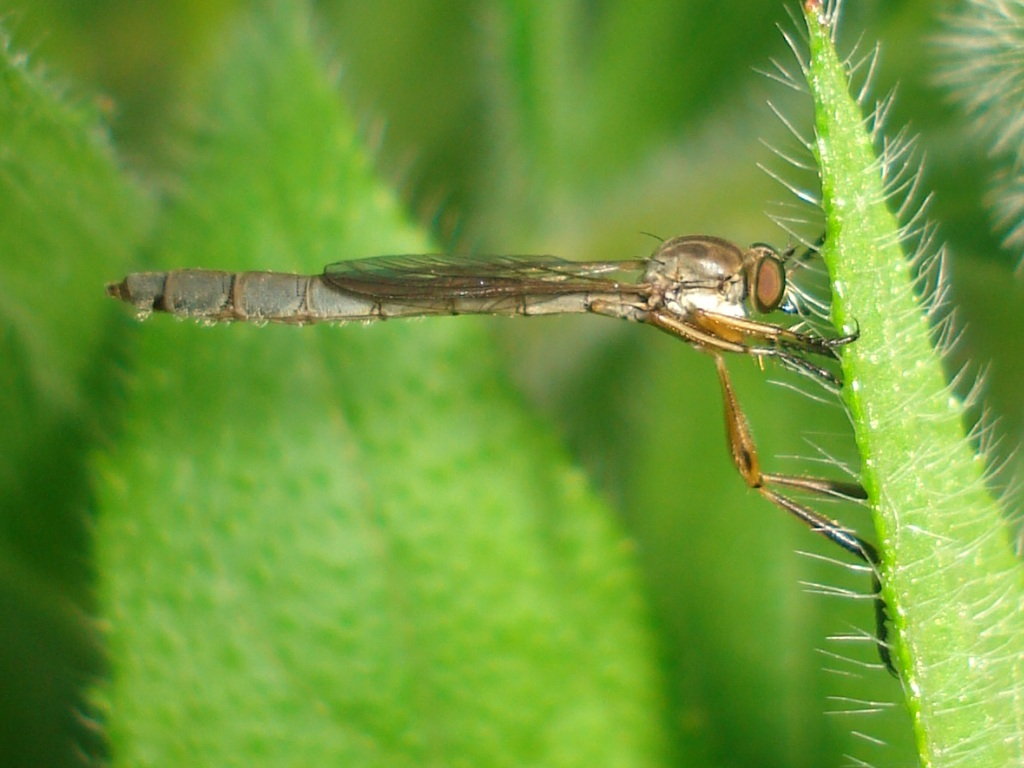